# Kydia
Kydia är ett släkte av malvaväxter. Kydia ingår i familjen malvaväxter.
Kladogram enligt Catalogue of Life:
| Kydia | \| \| Kydia calycina \| \| \| \| \| \| Kydia glabrescens \| \| \| \| |
|       | \| \| Kydia calycina \| \| \| \| \| \| Kydia glabrescens \| \| \| \| |
|       | Kydia calycina                                                       |
|       |                                                                      |
|       | Kydia glabrescens                                                    |
|       |                                                                      |

## Bildgalleri

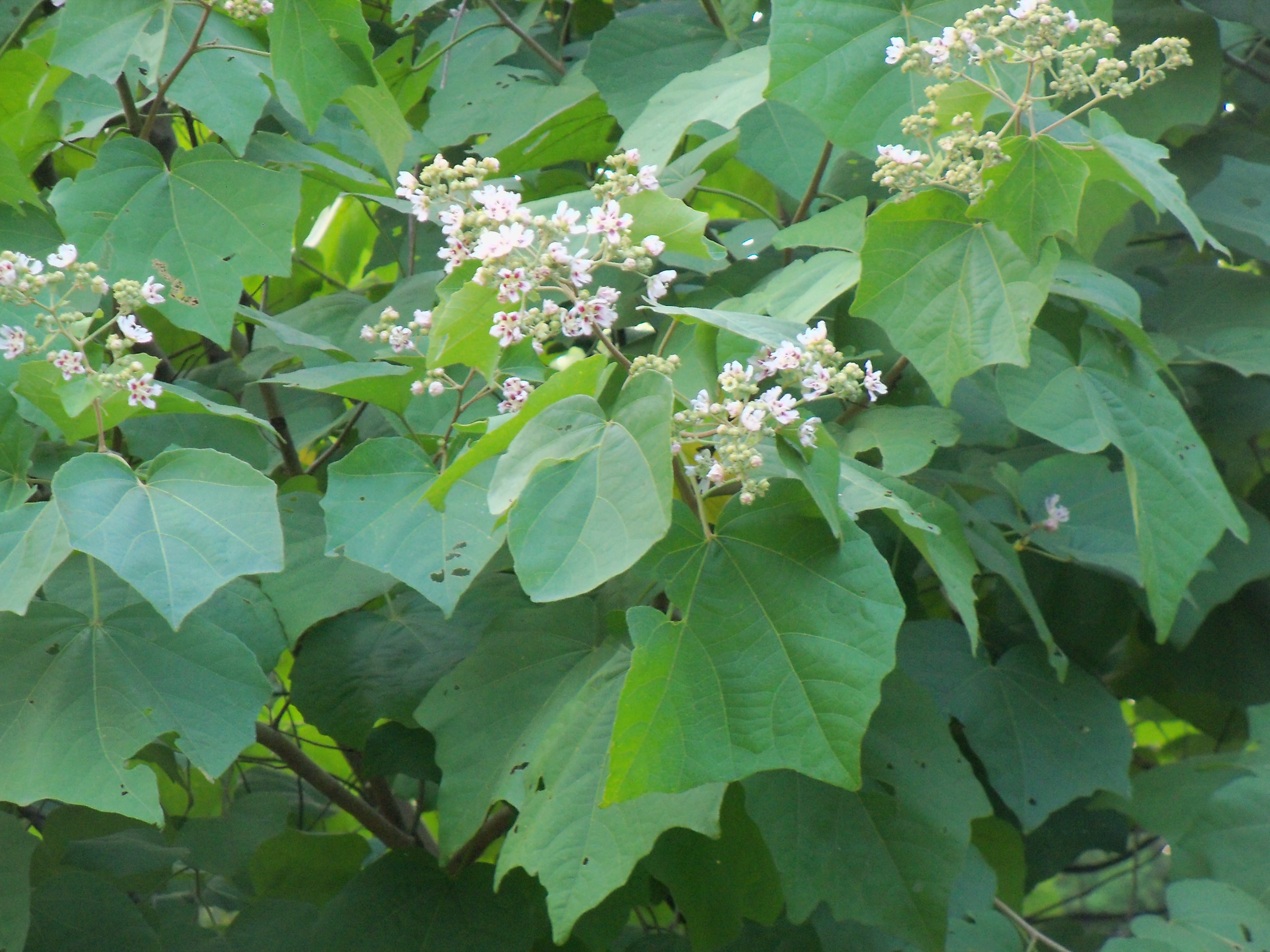
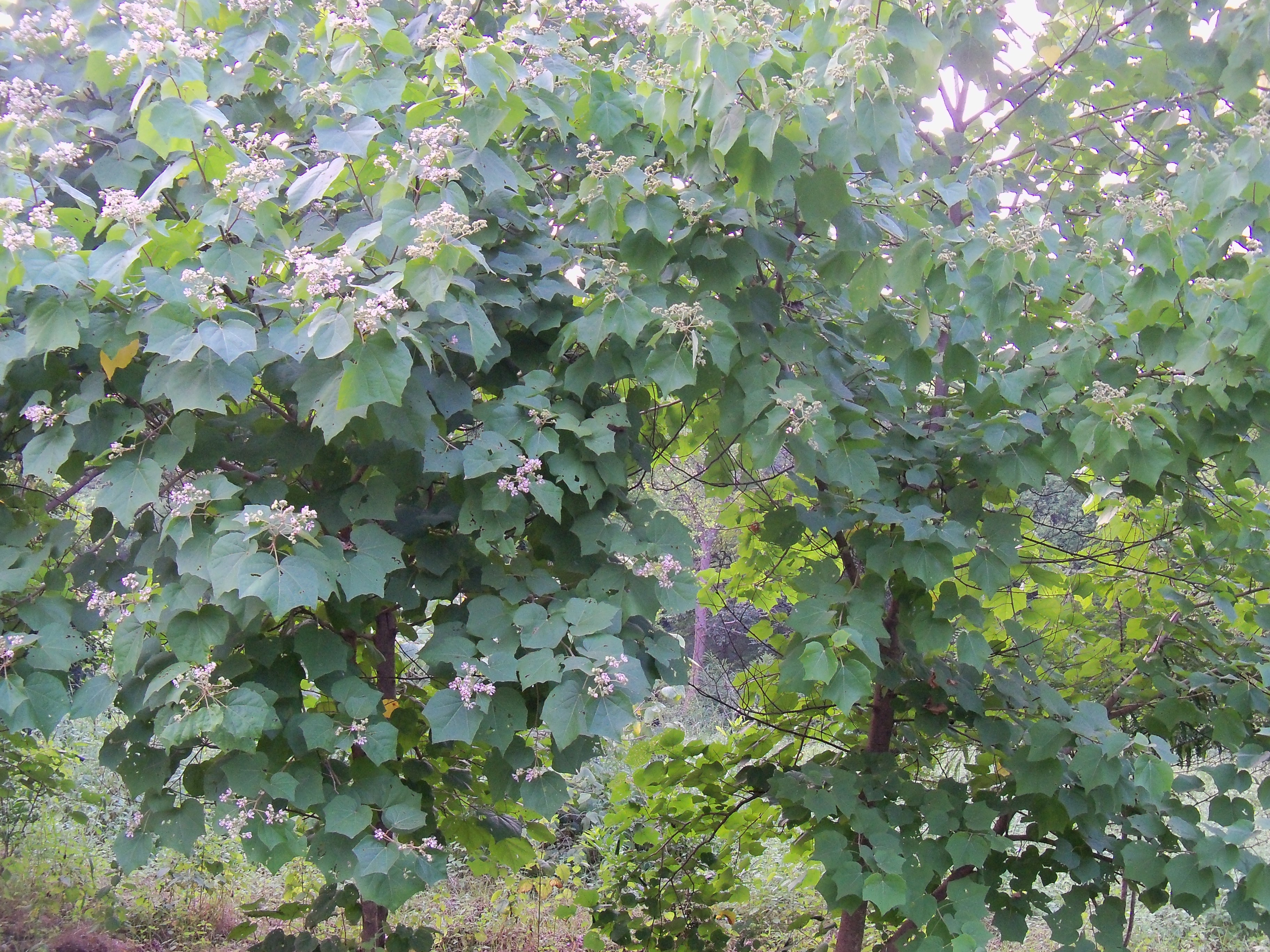